# Brat Pack
Brat Pack är ett begrepp som uppstod under 1980-talet. Begreppet syftar på en grupp unga skådespelare som under den tiden var med i många av de mest populära amerikanska filmerna. Benämningen "Brat Pack" användes första gången i skrift 10 juni 1985 i New York Magazine i en artikel av David Blum, och var en referens till Rat Pack. De mest klassiska Brat Pack-filmerna är Breakfast Club och St. Elmo's Fire. Medlemmar i Brat Pack var Emilio Estevez, Anthony Michael Hall, Rob Lowe, Andrew McCarthy, Demi Moore, Judd Nelson, Molly Ringwald och Ally Sheedy. John Hughes regisserade flera av filmerna och anses haft stor betydelse för gruppens framgångar.  

## Inflytande
Filmerna influerade ungdomskulturen under 1980-talet och förändrade hur många unga människor såg på allt från vänskap och kärlek mellan samhällsklasser; till synen på sex, mode och musik. Gruppen utgjorde "bland de mest inflytelserika pop-kulturella bidragen på sin tid" enligt Susannah Gora.
År 2012 listade Entertainment Weekly filmen The Breakfast Club som den bästa skolfilmen igenom tiderna och placerade Födelsedagen på åttonde plats samt Pretty in Pink på 26:e plats.
Entertainment Weekly listade Repo Man som nummer sju på listan över "The Top 50 Cult Films".
VH1 listade de 100 bästa tonårsskådespelarna, varvid Molly Ringwald rankades som nummer ett, Rob Lowe rankades som nummer två, Anthony Michael Hall rankades som nummer fyra, Ally Sheedy rankades som nummer 34 och Andrew McCarthy rankades som nummer 40.

## Originalmedlemmarna i Brat Pack
- Emilio Estevez
- Judd Nelson
- Anthony Michael Hall
- Demi Moore
- Rob Lowe
- Molly Ringwald
- Ally Sheedy
- Andrew McCarthy

## Andra kända skådespelare från Brat Pack-filmer
Charlie Sheen, Matthew Broderick, Kevin Bacon, John Cusack, Tom Cruise, Matt Dillon, Robert Downey Jr, Jami Gertz, Jennifer Grey, C. Thomas Howell, Diane Lane, Ralph Macchio, Lou Diamond Phillips, Kiefer Sutherland, Christian Slater, James Spader, Patrick Swayze, Mare Winningham, John Kapelos och Jon Cryer.
Vissa har varit med i många Brat Pack-filmer, associeras med Brat Pack och ses av vissa som en del av Brat Pack:
- Robert Downey Jr: Drömtjejen (1985), Galen i Randy (1987), Noll att förlora (1988), Johnny Be Good (1988)
- James Spader: Pretty Pink (1986), Skyltdockan (1987), Noll att förlora (1988)
- John Cusack: Jonathans frestelse (1983), Födelsedagen (1984) One Crazy Summer (1986)
- Matt Dillon:Tex (1982),The Outsiders (1983),Kansas (1988)

## Filmer
En del ungdomsfilmer har felaktigt ansetts som Brat Pack-filmer trots att ingen av skådespelarna från gruppen varit inblandade, några exempel som är kända i Sverige är: Röd gryning, Dirty Dancing, Footloose, Fira med Ferris, Some Kind of Wonderful, Stand by Me, The Lost Boys, The Goonies, Gremlins, Karate Kid: Sanningens ögonblick, Tillbaka till Framtiden, Teen Wolf, Nyckeln till framgång, En säker tjej och Föräldrafritt. Fler gjordes i USA men blev inte stora i Sverige.

### Brat Pack-filmer i urval
| Film                                   | Brat Pack                       | Brat Pack                   | Brat Pack                           | Brat Pack         | Brat Pack          | Brat Pack             | Brat Pack                | Brat Pack                  | Viktiga Brat Packs Biroll skådespelare | Viktiga Brat Packs Biroll skådespelare | Viktiga Brat Packs Biroll skådespelare | Viktiga Brat Packs Biroll skådespelare | Viktiga Brat Packs Biroll skådespelare |
| Film                                   | Emilio Estevez                  | Anthony Michael Hall        | Rob Lowe                            | Andrew McCarthy   | Demi Moore         | Judd Nelson           | Molly Ringwald           | Ally Sheedy                | Robert Downey Jr                       | James Spader                           | John Cusack                            | John Kapelos                           | Matt Dillon                            |
| -------------------------------------- | ------------------------------- | --------------------------- | ----------------------------------- | ----------------- | ------------------ | --------------------- | ------------------------ | -------------------------- | -------------------------------------- | -------------------------------------- | -------------------------------------- | -------------------------------------- | -------------------------------------- |
| Tex (1982)                             | Johnny Collins                  |                             |                                     |                   |                    |                       |                          |                            |                                        |                                        |                                        |                                        | Tex McCormick                          |
| War Games (1983)                       |                                 |                             |                                     |                   |                    |                       |                          | Jennifer Mack              |                                        |                                        |                                        |                                        |                                        |
| Jonathans frestelse (1983)             |                                 |                             | Squire Franklin 'Skip' Burroughs IV | Jonathan Ogner    |                    |                       |                          |                            |                                        |                                        | Roscoe                                 | Bellman                                |                                        |
| Outsiders (1983)                       | Keith "Two-Bit" Matthews        |                             | Sodapop Curtis                      |                   |                    |                       |                          |                            |                                        |                                        |                                        |                                        | Dallas "Dally" Winston                 |
| Bad Boys (1983)                        |                                 |                             |                                     |                   |                    |                       |                          | J.C. Walenski              |                                        |                                        |                                        |                                        |                                        |
| No Small Affair (1984)                 |                                 |                             |                                     |                   | Laura Victor       |                       |                          |                            |                                        |                                        |                                        |                                        |                                        |
| Oxford Blues (1984)                    |                                 |                             |                                     |                   |                    |                       |                          | Rona                       |                                        |                                        |                                        |                                        |                                        |
| Födelsedagen (1984)                    |                                 | Tönt                        |                                     |                   |                    |                       | Samantha Baker           |                            |                                        |                                        | Bryce                                  | Rudy                                   |                                        |
| Repo Man (1984)                        | Otto Maddox, Repo Man           |                             |                                     |                   |                    |                       |                          |                            |                                        |                                        |                                        |                                        |                                        |
| Breakfast Club (1985)                  | Andrew "Andy" Clark, idrottaren | Brian Ralph Johnson, nörden |                                     |                   |                    | John Bender, slackern | Claire Standish, bratten | Allison Reynolds, den udda |                                        |                                        |                                        | Carl                                   |                                        |
| St. Elmo's Fire (1985)                 | Kirby "Kirbo" Keager            |                             | Billy Hicks                         | Jules Van Patten  | Alec Newbury       | Kevin Dolenz          |                          | Leslie Hunter              |                                        |                                        |                                        |                                        |                                        |
| Drömtjejen (1985)                      |                                 | Gary                        |                                     |                   |                    |                       |                          |                            | Ian                                    |                                        |                                        | Dino                                   |                                        |
| Youngblood (1986)                      |                                 |                             | Dean Youngblood                     |                   |                    |                       |                          |                            |                                        |                                        |                                        |                                        |                                        |
| Blue City - Staden bortom lagen (1986) |                                 |                             |                                     |                   |                    | Billy Turner          |                          | Annie Rayford              |                                        |                                        |                                        |                                        |                                        |
| One Crazy Summer (1986)                |                                 |                             |                                     |                   | Cassandra Eldridge |                       |                          |                            |                                        |                                        | Hoops McCann                           |                                        |                                        |
| Egen lag (1986)                        | John Wisdom                     |                             |                                     |                   | Karen Simmons      |                       |                          |                            |                                        |                                        |                                        |                                        |                                        |
| Härom natten (1986)                    |                                 |                             | Danny Martin                        |                   | Debbie Sullivan    |                       |                          |                            |                                        |                                        |                                        |                                        |                                        |
| Pretty in Pink (1986)                  |                                 |                             |                                     | Blane McDonough   |                    |                       | Andie Walsh              |                            |                                        | Steff                                  |                                        |                                        |                                        |
| Noll att förlora (1986)                |                                 |                             |                                     | Clay Easton       |                    |                       |                          |                            | Julian                                 | Rip                                    |                                        |                                        |                                        |
| Skyltdockan (1987)                     |                                 |                             |                                     | Jonathan Switcher |                    |                       |                          |                            |                                        | Richards                               |                                        |                                        |                                        |
| Galen i Randy (1987)                   |                                 |                             |                                     |                   |                    |                       | Randy Jensen             |                            | Jack Jericho                           |                                        |                                        |                                        |                                        |
| Johnny Be Good (1988)                  |                                 | Johnny Walker               |                                     |                   |                    |                       |                          |                            | Leo Wiggins                            |                                        |                                        |                                        |                                        |
| För dina röda läppars skull (1988)     |                                 |                             |                                     | Matt Larkin       |                    |                       | Jewel                    |                            |                                        |                                        |                                        |                                        |                                        |
| Young Guns (1988)                      | Billy the Kid                   |                             |                                     |                   |                    |                       |                          |                            |                                        |                                        |                                        |                                        |                                        |
| Kansas (1988)                          |                                 |                             |                                     | Wade Corey        |                    |                       |                          |                            |                                        |                                        |                                        |                                        | Doyle Kennedy                          |

### Young Guns 2
Brat Pack-filmen Young Guns fick uppföljaren Young Guns II. Den spelades in 1989 och släpptes 1990. Emilio Estevez var med i båda filmerna.
Emilio Estevez kontaktade ursprungligen Jon Bon Jovi för att be honom om tillåtelse att inkludera låten "Wanted Dead Or Alive" på soundtracket.  Bon Jovi tyckte inte att texten var lämplig; men han inspirerades av projektet och beslutade sig för att skriva en ny låt till filmen som skulle vara mer i linje med den tid och miljö som filmen utspelade sig i. Han skrev snabbt låten "Blaze of Glory" och framförde den på akustisk gitarr i Utah-öknen för Estevez och John Fusco. "Blaze of Glory" nådde nummer 1 på Billboard Hot 100.  Jon Bon Jovis "Blaze of Glory" blev nominerad till en Oscar för bästa sång. Låten vann också en Golden Globe, och var även nominerad till en Grammy.
Jon Bon Jovi gjorde också ett cameo-uppträdande i filmen, som en av fångarna i gropen med Doc och Chavez (han kan ses 28 minuter och 8 sekunder in i filmen).

## Filmmusiken
Musiken i filmerna framfördes av delar av pop- och rock-eliten på 80-talet, bland annat av Simple Minds, INXS, Modern English, The Bangles, Eurythmics, Howard Jones, John Parr, Van Halen, AC/DC, Iron Maiden, Wang Chung, Thompson Twins, Sheena Easton, Nick Heyward, David Bowie, Paul Young, Billy Idol, Wham, Kim Wilde, Starship, Iggy Pop, ZZ Top, Twisted Sister och Spandau Ballet.
Pretty in Pinks soundtrack har utsetts av Rolling Stone till det elfte bästa filmsoundtracket någonsin.
Nothing's Gonna Stop Us Now av Starship Oscarnominerades för bästa sång från Skyltdockan.
"Don't You (Forget About Me)" av Simple Minds nåde första platsen på Billboard Hot 100, var en av låtarna på The Breakfast Club soundtrack.

### Exempel på låtar
- Would I Lie To You -Eurythmics- One Crazy Summer
- Dirty Dog -ZZ Top- One Crazy Summer
- Be Chrool To Your Scuel -Twisted Sister - One Crazy Summer
- Repo Man - Iggy Pop - Repo Man
- A Hazy Shade of Winter - The Bangles - Noll att förlora
- Don't You (Forget About Me) - Simple Minds från The Breakfast Club
- St. Elmo's Fire - John Parr från St. Elmo's Fire
- Do Wot You Do - INXS  från Pretty in Pink
- Turn It On - Kim Wilde från Drömtjejen
- Oh, Pretty Woman - Van Halen från Drömtjejen
- So Far, So Good - Sheena Easton från Härom natten
- Young Guns - Wham från Födelsedagen
- True - Spandau Ballet från Födelsedagen
- Young Americans - David Bowie från Födelsedagen
- Love of the Common People - Paul Young från Födelsedagen
- Rebel Yell - Billy Idol från Födelsedagen
- Snowballed -  AC/DC från Födelsedagen
- Whistle Down The Wind - Nick Heyward från Födelsedagen
- Nothing's Gonna Stop Us Now - Starship från Skyltdockan
- Prodigal Son - Iron Maiden från Bad Boys

## Kläder i filmerna
Marilyn Vance designade kläderna i Drömtjejen, Pretty in Pink, Födelsedagen och The Breakfast Club. Ralph Lauren gjorde en del av kläderna. Utmärkande exempel är de tidstypiska axelvaddskavajerna som killarna bär.